# Storsteinfjellet
El Storsteinfjellet és una muntanya del municipi de Narvik, a Nordland, Noruega. El vorell té una longitud d'uns tretze quilòmetres. El pic més alt de la muntanya és el cim de Kirken, de 1.893 msnm.